# 南トゥーレ

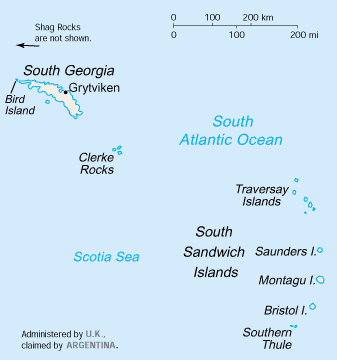
サウスジョージア・サウスサンドウィッチ諸島

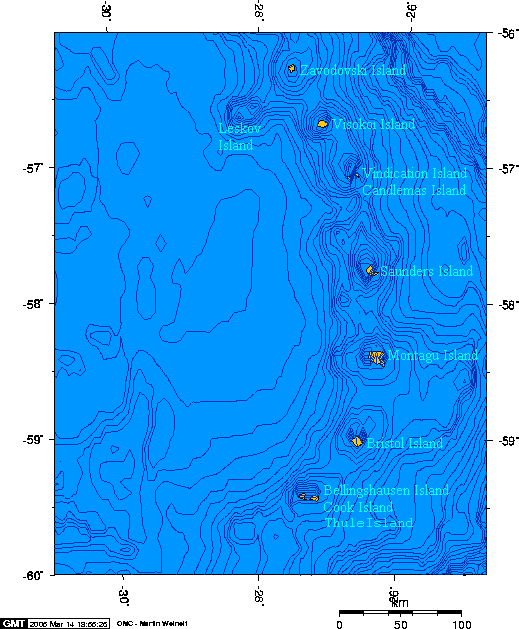
サウスサンドウィッチ諸島

南トゥーレ（みなみトゥーレ、英語 : Southern Thule）は、サウスサンドウィッチ諸島の最南部にある3つの島の総称。ベリングスハウゼン島、クック島、テューレ島からなる。イギリス領サウスジョージア・サウスサンドウィッチ諸島に属している。

## 歴史

### アルゼンチンによる占領（1955-56年）
1955年、テューレ島のファーガソン湾近くのコルベタ・ウルグアイ半島にアルゼンチンはテニエンテ・エスキベル港（es:Refugio Teniente Esquivel）を設立した。
しかし、翌年1956年のクック島における噴火により避難を余儀なくされた。

### アルゼンチンによる占領（1976-82年）
1976年の11月、アルゼンチン空軍の部隊がテューレ島に上陸し、イギリス政府に知らせることなく兵舎とコンクリート製のヘリポートからなる小さな軍事基地を建設した。さらに測候所、無線局を建設し、アルゼンチンの旗を立てた。基地はコルベタ・ウルグアイと名づけられた。
1976年12月、イギリスにより基地が発見されたことにより、翌年1977年1月19日にアルゼンチンは公式にイギリスと領土問題で争う姿勢を見せた。1977年11月には、ジャーニーマン作戦で、イギリスの首相ジェームズ・キャラハンは海軍のタスクフォースを南トゥーレへ派遣した。
1978年にアルゼンチンは基地の存在を正当化しようとしたが失敗に終わった。その年、外交を考慮し、キャラハンはタスクフォースの派遣を取りやめた。
1982年6月20日、アルゼンチンがフォークランド紛争に降伏した6日後に南トゥーレのアルゼンチンによる占領は幕を閉じた。